# Giancarlo Antognoni
Giancarlo Antognoni, född 1 april 1954 i Marsciano, är en italiensk före detta fotbollsspelare. Under sin karriär spelade han över 400 matcher för Fiorentina och vann VM 1982 med Italien.

## Karriär
Giancarlo Antognoni startade sin karriär i Serie D-klubben Astimacobi, där han gjorde debut som 16-åring. 1972 värvades han till Fiorentina av tränaren Nils Liedholm. I Fiorentina skulle gjorde han totalt 412 matcher och 61 mål, vann Coppa Italia, och blev även lagkapten för klubben. 1987 lämnade han för spel i Lausanne, där han senare avslutade karriären.
Antognoni gjorde landslagsdebut för Italien i en match mot Nederländerna 1974. Han var med i både VM 1978, samt VM 1982, där han spelade alla matcher utom finalen som han missade på grund av skada. Antognoni gjorde totalt 73 landskamper och sju mål, varav fyra matcher som lagkapten.

## Meriter
Fiorentina
- Coppa Italia: 1975

Italien
- VM-Guld: 1982